# Ракитин, Юрий Васильевич
Юрий Васильевич Ракитин (9 июля 1947 года, Клайпеда, ЛитССР — 24 января 2007 года) — учёный-химик, лауреат премии имени Л. А. Чугаева (2000).

## Биография
Родился 9 июля 1947 года в Клайпеде, ЛитССР.
В 1971 году — окончил факультет молекулярной и химической физики МФТИ.
С 1974 по 1987 годы — инженер, младший, старший, ведущий научный сотрудник Института общей неорганической химии АН СССР.
В 1975 году — защитил кандидатскую диссертацию (физико-математические науки), тема: «Магнитные свойства и структурные особенности некоторых типов кластерных соединений переходных металлов».
В 1984 году — защитил докторскую диссертацию (химические науки), тема: «Обменные взаимодействия в полиядерных комплексах переходных металлов».
В 1998 году — присвоено учёное звание профессора.
С 1987 года — работал в Институте химии и технологии редких элементов и минерального сырья КНЦ РАН — главным научным сотрудником, заведующим сектором физико-химических проблем материалов электронной техники.
Умер 24 января 2007 года.

### Научная деятельность
Ведущий специалист в области теории электронного строения и свойств соединений переходных металлов.
Развитая им модель обменных каналов позволяет анализировать и предсказывать закономерные изменения важнейших магнитных характеристик в рядах изоструктурных соединений переходных металлов. В рамках этой модели обоснована сама возможность и выявлены условия существования нового класса магнитно-активных диэлектриков — антиферромагнитных соединений со связями металл-металл, разработана методика оценки энергии связей металл-металл по магнитным данным. С помощью оригинального математического аппарата создана обобщенная модель углового перекрывания (МУП) — новый полуэмпирический метод в координационной химии, дающий возможность в аналитической форме описывать электронное строение соединений переходных металлов с многоатомными лигандами, интерпретировать и предсказывать их магнитные свойства. Это, в частности, позволило выявить широкий класс магнетиков с преобладающим влиянием второй координационной сферы, которое ранее полностью игнорировалось.
На основе обобщенной МУП развит новый метод расчета параметров спектров электронного парамагнитного резонанса, в рамках которого обосновано эмпирическое правило аддитивности главных значений магнитных тензоров, выявлены принципиальные особенности электронного строения комплексов с сопряженными полидентатными лигандами, создана методика определения тонких деталей геометрического строения комплексов в растворах.
Существенный вклад внесен в развитие методов интерпретации магнетохимических и спектральных данных. Полученные результаты охватывают все наиболее важные типы полиядерных соединений от димеров до бесконечных цепей различного строения, включая системы, которые являются перспективными материалами молекулярной электроники.
Автор около 150 публикаций, в том числе 4 монографии.

### Общественная деятельность
Член Ученого совета ИХТРЭМС (1987).
Член экспертного совета РФФИ.
Академик РАЕН (1997).
Под его руководством защищены 5 кандидатских и 2 докторские диссертации.
Основные публикации (в соавторстве):
- Введение в магнетохимию. Метод статической магнитной восприимчивости в химии, 1980
- Современная магнетохимия, 1994
- Модель углового перекрывания в теории строения соединений переходных металлов, 2000

## Награды
- Почетная грамота РАН (1999) — в связи с 275-летием Академии
- Премия имени Л. А. Чугаева (за 2000 год, совместно с В. Т. Калинниковым, Г. М. Лариным) — за цикл работ «Электронное и геометрическое строение координационных соединений в модели углового перекрытия»
- Государственная премия Российской Федерации в области науки и техники (2002)